# کازینو مونت کارلو
کازینوی مونت کارلو (فرانسوی: Casino de Monte-Carlo‎) یک کازینو و مجتمع تفریحی واقع در شهر مونت کارلو، موناکو است.
این مجموعه شامل کازینو مونت کارلو، اپرای مونت کارلو و باله مونت کارلو است. این مکان از ۱۸۶۳ میلادی گشوده‌شده و حضور در قمارخانه‌های آن، فقط برای خارجی‌ها (و نه شهروندان موناکو) مجاز است.

## نگارخانه

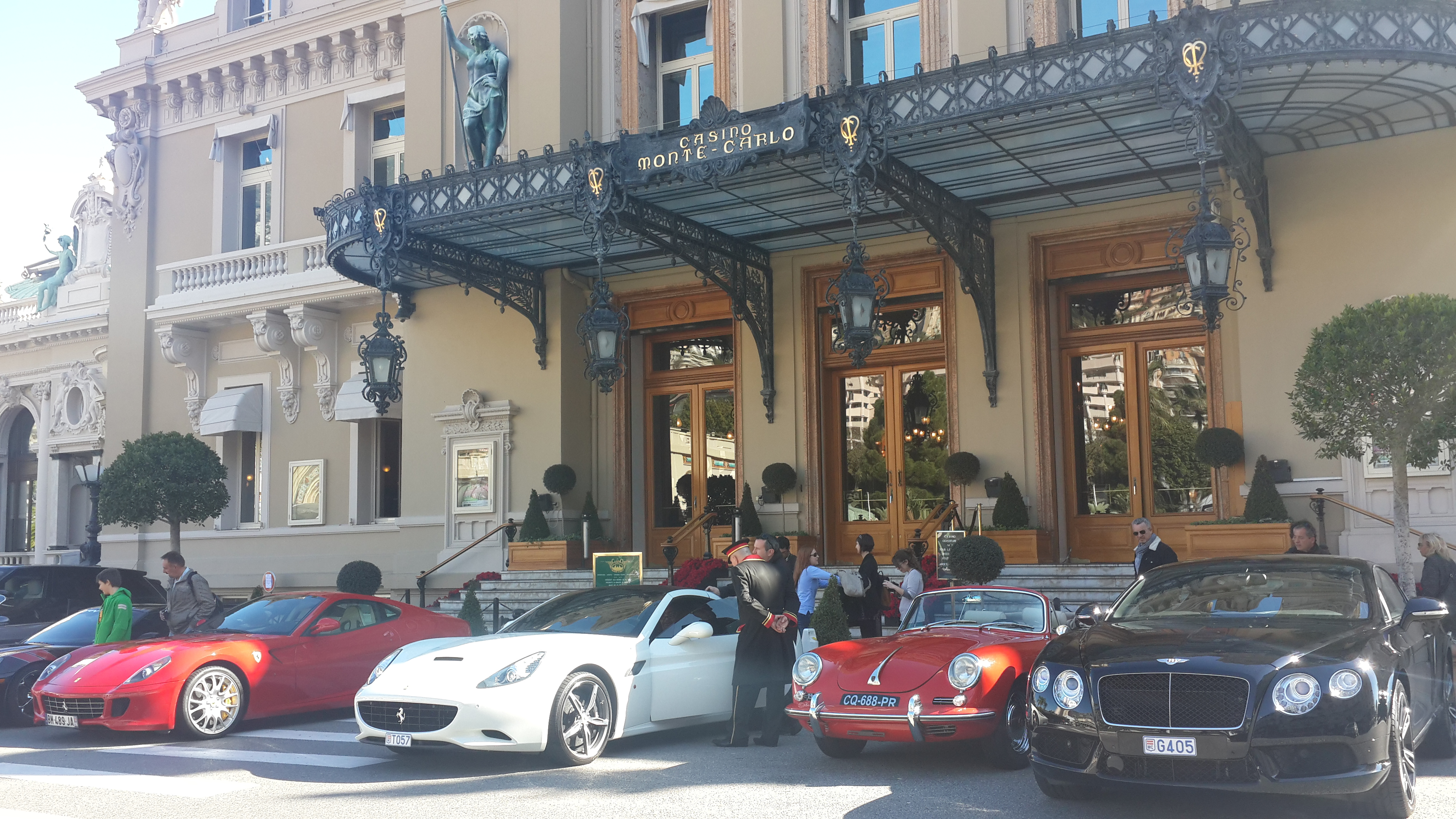
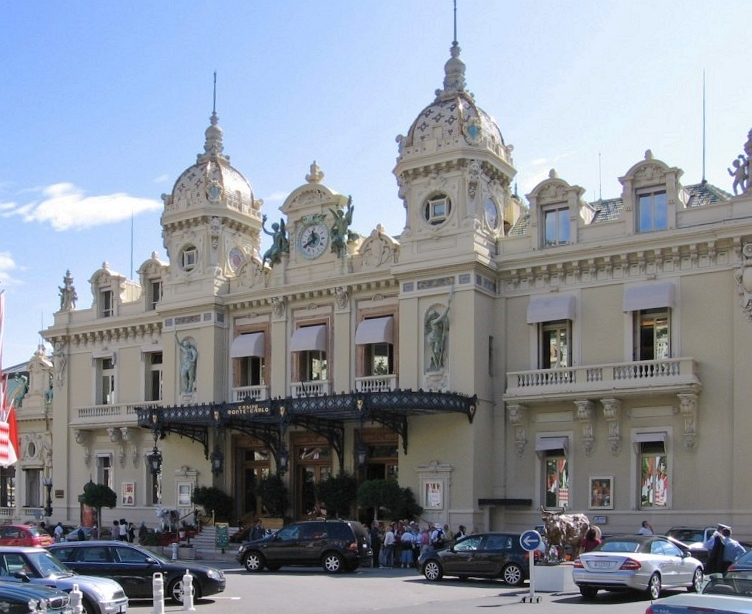
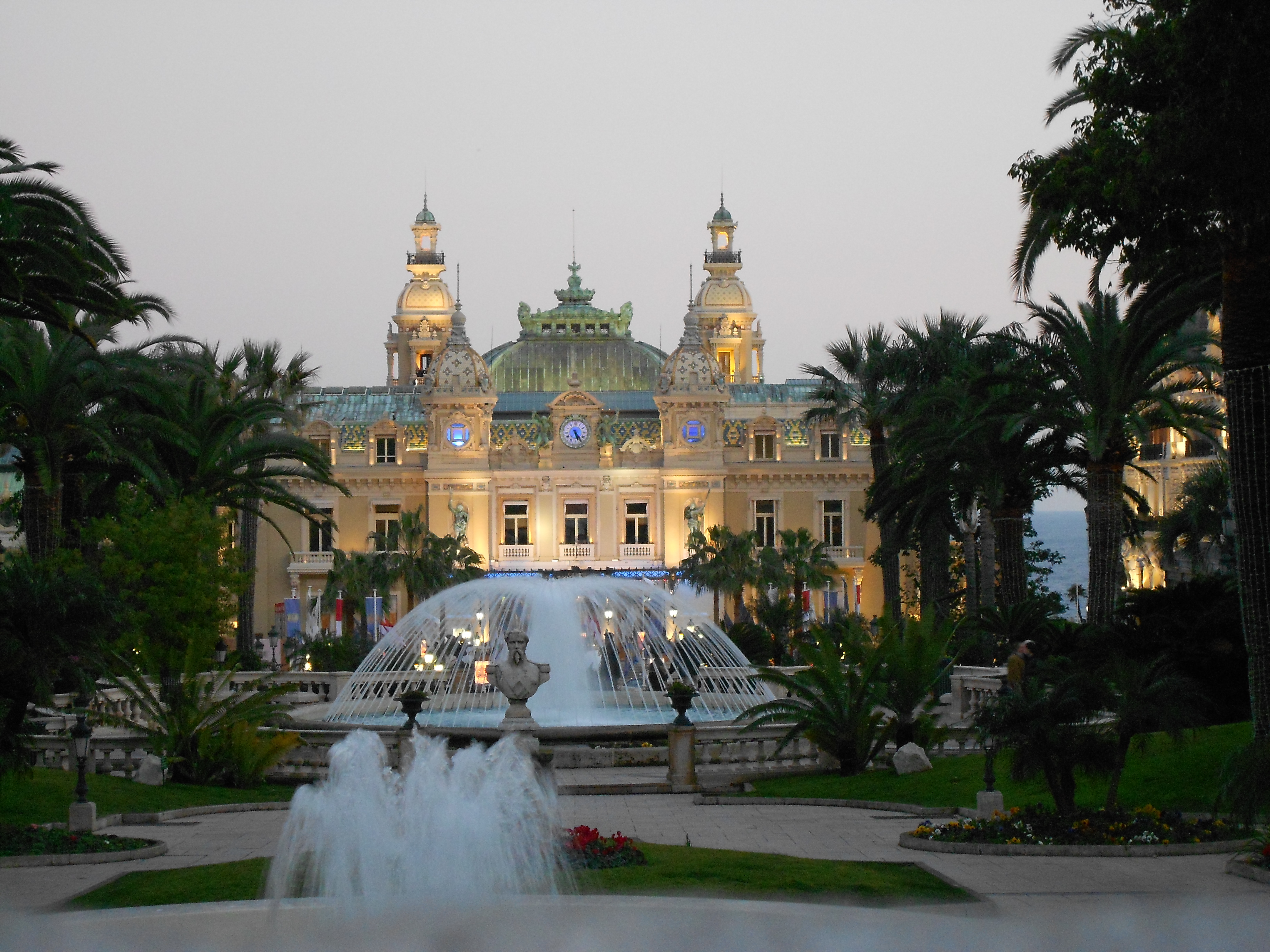
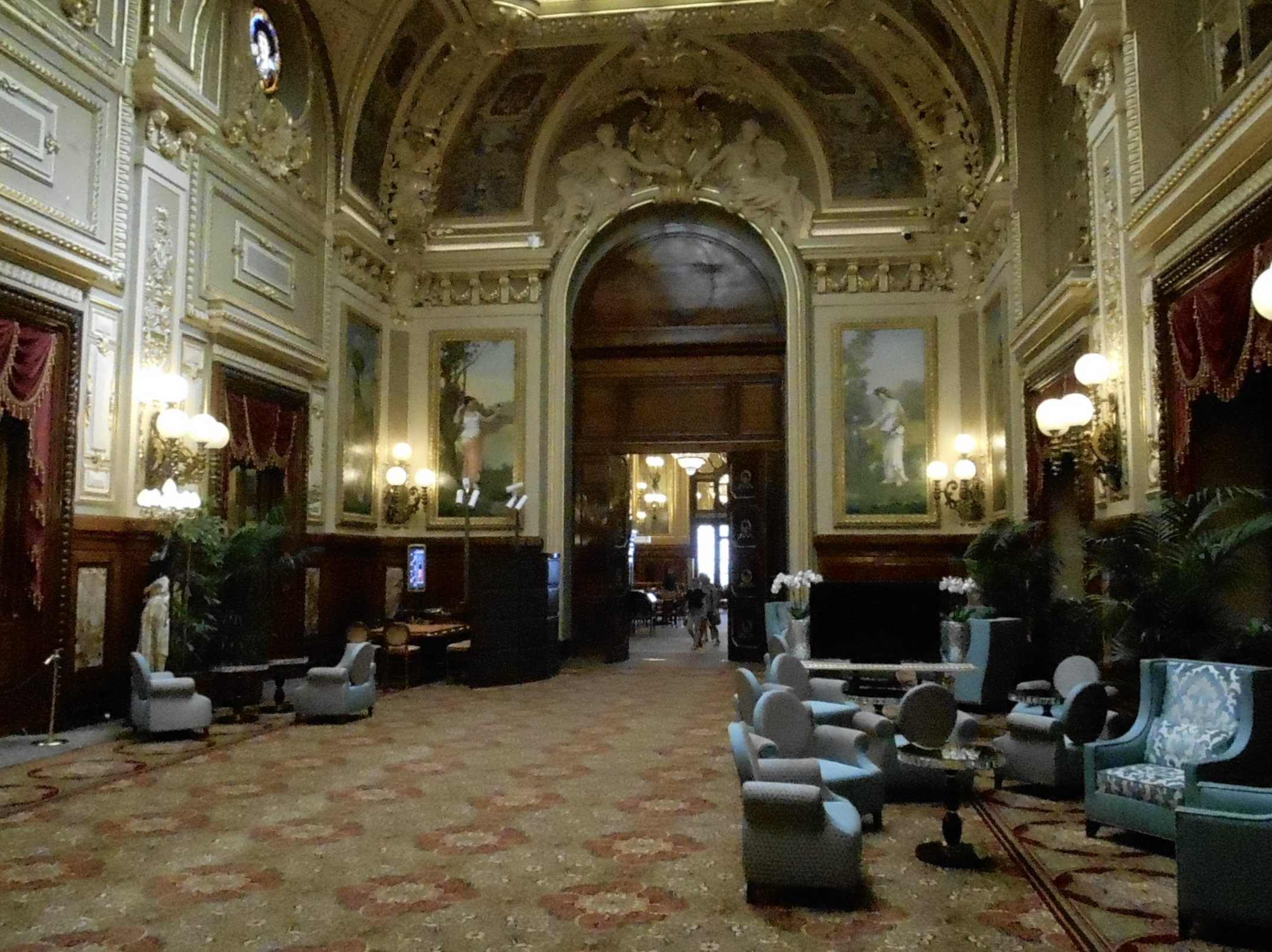
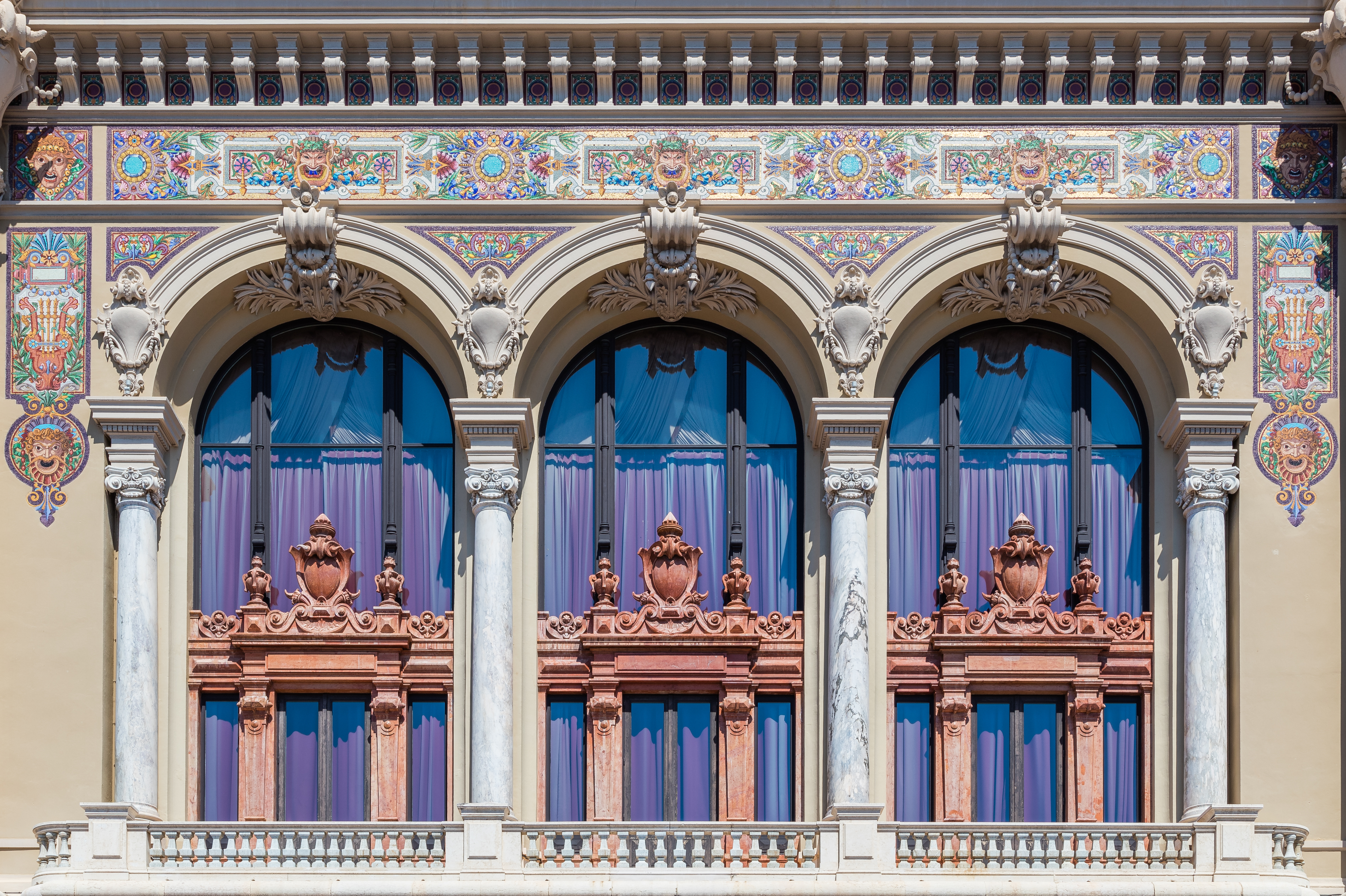
بالکن جنوبی